# Burg Grodno
Die Burg Grodno (deutsch: Kynsburg) nordöstlich des Dorfes Zagórze Śląskie (Kynau) gehört zum Powiat Wałbrzyski (Waldenburg) in der Woiwodschaft Niederschlesien in Polen. Sie liegt auf einer schmalen Fläche auf einem Felsvorsprung und ist in Süd und Ost von einer tiefen Schlucht der Weistritz (Bystrzyca) umgeben. Die Burg besteht aus einem sogenannten Unteren Schloss und einem Oberen Schloss. Zum Burgbezirk gehörten die Ortschaften Kynau, Dittmannsdorf, Reußendorf, Seifersdorf, Hausdorf, Tannhausen, Jauernig und Schenkendorf.

## Geschichte
Die Kynsburg wurde Ende des 13. Jahrhunderts von Bolko I. zur Sicherung der Grenze gegenüber Böhmen errichtet. Sie war zunächst herzogliches Lehen, das der Burggraf Kilian von Haugwitz besaß. Ihm folgten die Burggrafen Peczko Eycke und Schoff. Nach der Heirat der Prinzessin Anna von Schweidnitz mit dem böhmischen König und späteren Kaiser Karl IV. verlor die Burg ihre strategische Bedeutung.

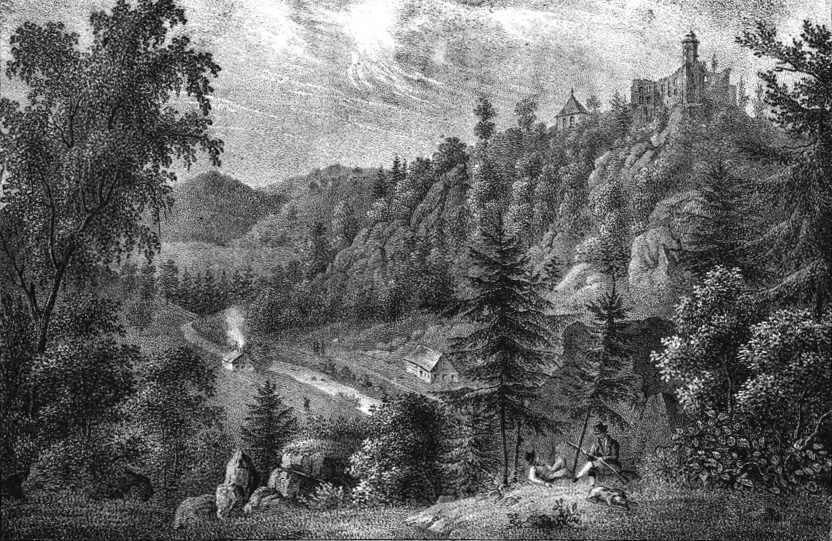
Kynsburg um etwa 1825

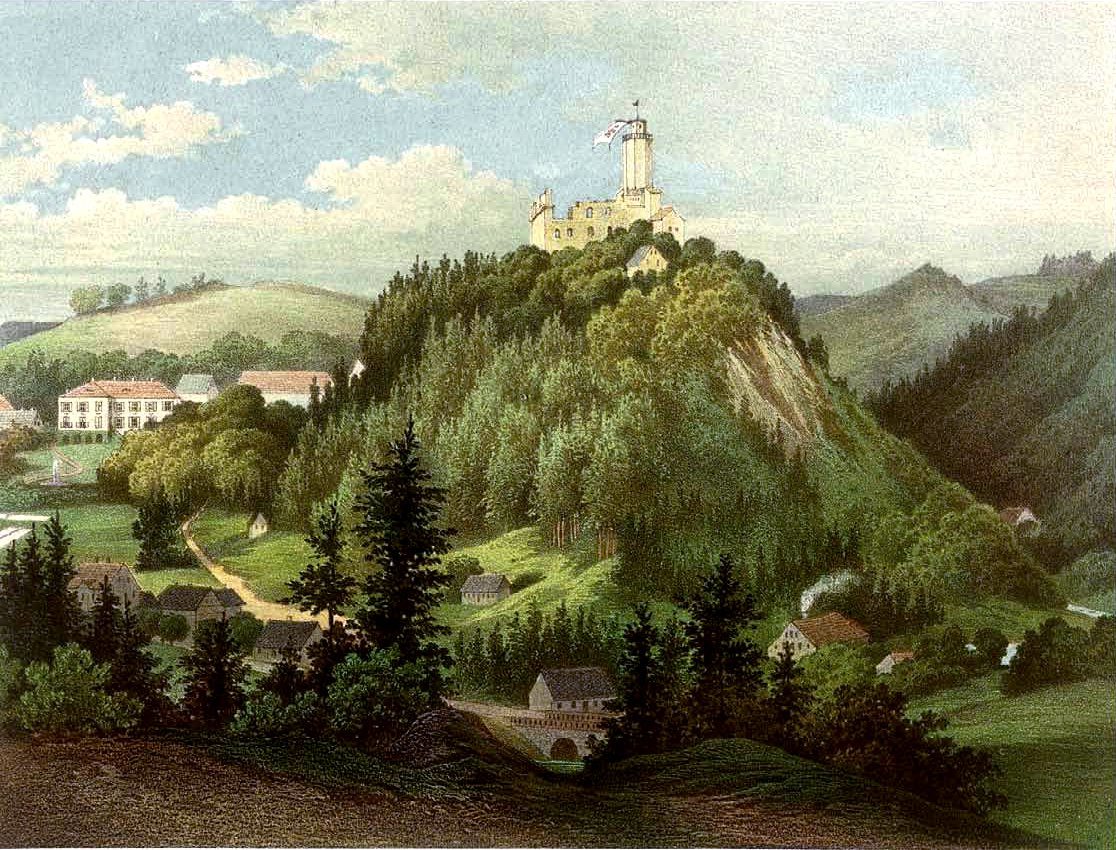
Kynsburg um 1860, Sammlung Alexander Duncker

1368 fiel die Kynsburg zusammen mit dem Herzogtum Schweidnitz an die Krone Böhmen und wurde als königlicher Pfandbesitz von den königlichen Landeshauptleuten verwaltet. Das waren unter anderem die Herren von Reibnitz, von Mühlbach und von Czettritz. Herrmann von Czettritz († 1454) sympathisierte mit den Hussiten und konnte deshalb deren Übergriffe verhindern. 1535 gelangte die Burg an die Grafen von Hochberg (Hoberg; Hohberg) auf Fürstenstein, ab 1567 war sie im Besitz der Herren von Logau. 1596–1601 eignete sie Fürst Michael von der Walachei und ab 1607 Graf Johann Georg von Hohenzollern-Sigmaringen, der auf der Kynsburg wohnte, sie jedoch wegen der Zerstörungen im Dreißigjährigen Krieg verließ. Dessen Nachkommen bzw. die Seitenlinie von Rochow besaßen die Kynsburg bis 1679. Nach einem Blitzschlag 1686 erhielt der Bergfried einen achteckigen Aufsatz. 1689 zerstörte ein Brand weite Teile der Burg.
Nach zahlreichen Besitzerwechseln folgten 1754 die Herren von Liers, die ihren Wohnsitz 1774 nach Dittmannsdorf verlegten, sodass die Burg danach unbewohnt war. 1789 stürzte der Südflügel teilweise ein. 1819 wurden die Burg und der zugehörige Burgbezirk zwangsversteigert. Um die Burg vor dem Abbruch zu bewahren, erwarb sie 1823 der Breslauer Altertumsforscher Johann Gustav Gottlieb Büsching. Nach dessen Tod 1829 und weiteren Besitzerwechseln gelangte die Burg 1855 zusammen mit dem Burgbezirk an die Herren von und zu Senftleben. Sie veranlassten 1868 Sanierungs- und Konservierungsmaßnahmen sowie die Rekonstruktion der Sgraffiti durch den Dekorationsmaler Emil Noellner. 1903–1904 wurde ein Museum eingerichtet, 1929–1945 erfolgten Modernisierungsmaßnahmen.
Nach dem Übergang an Polen 1945 wurde die Kynsburg in Zamek Chojny, später Zamek Grodno umbenannt. Zahlreiche Ausstellungsstücke und wertvolle Möbel wurden nachfolgend zerstört. 1964 wurden die Dächer neu gedeckt und ein Jahr später wiederum ein Museum eingerichtet.